# Akhnaton și Djinnii Captivi
Akhnaton și Djinnii Captivi este prima carte a seriei Copiii lămpii fermecate scrisă de P.B. Kerr. Povestea este despre doi copii în vârstă de 12 ani care descoperă că sunt descendenții unei străvechi familii de djinni. Cartea a câștigat primul loc la „Magicul New York Times Bestseller” pentru cărți de copii. Este urmată de Babilonul Djinnului Albastru.